# Арамазд
Арама́зд (вірм. Արամազդ) — верховний бог у давньовірменському пантеоні, творець неба і землі, бог родючості, батько богів (диців).
За однією з гіпотез, його ім'я є варіантом первісного власного вірменського імені Ара, за іншою, походить від імені перського бога-творця Ахура-Мазда (Ормазда). Культ Арамазда прийшов, можливо, в VI—V століттях до н. е., злившись з культом місцевих божеств. Мовсес Хоренаці повідомляє, що у вірменському пантеоні існувало чотири Арамазди. В елліністичний період Арамазд у Вірменії зіставлявся з Зевсом.
Головне святилище Арамазда знаходилося в Ані (сучасний Камах на території Туреччини), культурному центрі давньої Вірменії. Святилище було зруйновано в кінці III століття н. е. при поширенні християнства.